# Естонија на Европском првенству у атлетици на отвореном 2018.
Естонија је учествовала на 24. Европском првенству у атлетици на отвореном 2018. одржаном у Берлину, (Немачка), од 6. до 12. августа 2018. године. Ово је једанаесто европско првенство у атлетици на којем је учествовала Естонија. Репрезентацију Естоније представљало је 22. спортиста ( 13 мушкараца и 9 жена) који су се такмичили у 14 дисциплина (7 мушких и 7 женских).
У укупном пласману Естонија је са једном освојеном бронзаном медаљом делила 27. место.
У табели успешности према броју и пласману такмичара који су учествовали у финалним такмичењима (првих 8 такмичара) Естонија је са 4 учесника у финалу заузела 24 место са 16 бодова.
| Пл. | Земља    | 1. место | 2. место | 3. место | 4. место | 5. место | 6. место | 7. место | 8. место | Бр. фин. | Бодови |
| --- | -------- | -------- | -------- | -------- | -------- | -------- | -------- | -------- | -------- | -------- | ------ |
| 21. | Естонија | 0        | 0        | 1 − 6    | 0        | 1 − 4    | 2 − 6    | 0        | 0        | 4        | 16     |

## Учесници
| Мушкарци: - Тони Ноу — 400 м - Тидрек Нурме — Маратон - Роман Фости — Маратон - Јак-Хајнрих Јагор — 400 м препоне - Расмус Меги — 400 м препоне - Каур Кивистик — 3.000 м препреке - Герд Кантер — Бацање диска - Мартин Купер — Бацање диска - Магнус Кирт — Бацање копља - Танел Ланме — Бацање копља - Мајкел Уибо — Десетобој - Карл Роберт Салури — Десетобој - Карел Тилга — Десетобој | Жене: - Елерин Хас — Скок увис - Ксенија Балта — Скок удаљ - Тахти Алвер — Троскок - Merilyn Uudmäe — Троскок - Катлин Толасон — Бацање диска - Ана Марија Орел — Бацање кладива - Лина Ласма — Бацање копља - Грит Шадејко — Седмобој - Мари Клауп — Седмобој |  |

## Освајачи медаља

### Бронза (1)
- Магнус Кирт — бацање копља

## Резултати

### Мушкарци
| Атлетичар         | Дисциплина       | Лични рекорд | Квалификације         | Квалификације         | Полуфинале           | Полуфинале           | Финале               | Финале       | Детаљи |
| Атлетичар         | Дисциплина       | Лични рекорд | Резултат              | Место                 | Резултат             | Место                | Резултат             | Место        | Детаљи |
| ----------------- | ---------------- | ------------ | --------------------- | --------------------- | -------------------- | -------------------- | -------------------- | ------------ | ------ |
| Тони Ноу          | 400 м            | 46,24        | 47,19                 | 7. у гр. 3            | Није се квалификовао | Није се квалификовао | Није се квалификовао | 35 / 34 (39) |        |
| Тидрек Нурме      | Маратон          | 2:17:59      |                       |                       |                      |                      | 2:15:16 ЛР           | 9 / 58 (72)  |        |
| Роман Фости       | Маратон          | 2:17:54      | 2:17:57 ЛРС           | 17 / 58 (72)          |                      |                      |                      |              |        |
| Јак-Хајнрих Јагор | 400 м препоне    | 49,37        | 50,47 КВ              | 2. у гр. 1            | 50,41 ЛРС            | 5. у гр. 2           | Није се квалификовао | 21 / 36 (37) |        |
| Расмус Меги       | 400 м препоне    | 48,40 НР     | Директно у полуфинале | Директно у полуфинале | 48,80 КВ', ЛРС       | 1. у гр. 2           | 48,75 ЛРС            | 6 / 36 (37)  |        |
| Каур Кивистик     | 3.000 м препреке | 8:32,23      | 8:28,84 КВ, НР        | 5. у гр. 2            |                      |                      | 8:40,32              | 9 / 27 (29)  |        |
| Герд Кантер       | бацање диска     | 73,38 НР     | 64,18 КВ              | 3. у гр. Б            | 64,34                | 5 / 24 (26)          |                      |              |        |
| Мартин Купер      | бацање диска     | 66,67        | 62,13                 | 7. у гр. А            | Није се квалификовао | 13 / 24 (26)         |                      |              |        |
| Магнус Кирт       | бацање копља     | 89,75        | 83,15 КВ              | 4. у гр. Б            | 85,96                |                      |                      |              |        |
| Танел Ланме       | бацање копља     | 85,04        | 77,21                 | 8. у гр. А            | Није се квалификовао | 15 / 28              |                      |              |        |

#### Десетобој
| Атлетичар          | Дисциплина | 100 м | Даљ  | БКу      | Вис  | 400 м    | 110 м пр. | Диск  | СМ   | БКо | 1.500 м | Укупно | Пласман | Белешка |
| ------------------ | ---------- | ----- | ---- | -------- | ---- | -------- | --------- | ----- | ---- | --- | ------- | ------ | ------- | ------- |
| Мајкел Уибо        | Резултат   | 11,31 | 7,27 | 14,61    | 2,02 | 50,18 ЛР | 14,57     | 45,33 | 5,10 | НС  |         |        | НЗ      |         |
| Мајкел Уибо        | Бодови     | 793   | 878  | 766      | 822  | 806      | 902       | 774   | 941  |     |         |        | НЗ      |         |
| Карл Роберт Салури | Резултат   | 10,68 | 7,50 | 14,54 ЛР | 1,87 | 48,26    | 15,20     | БП    | НС   |     |         |        | НЗ      |         |
| Карл Роберт Салури | Бодови     | 933   | 935  | 761      | 687  | 897      | 825       | 0     |      |     |         |        | НЗ      |         |
| Карел Тилга        | Резултат   | 11,26 | 7,25 | 14,20    | 2,02 | 50,12    | 15,27     | 43,42 | НС   |     |         |        | НЗ      |         |
| Карел Тилга        | Бодови     | 804   | 874  | 741      | 822  | 809      | 817       | 734   |      |     |         |        | НЗ      |         |

### Жене
| Атлетичарка     | Дисциплина     | Лични рекорд | Квалификације | Квалификације | Полуфинале            | Полуфинале            | Финале                | Финале  | Детаљи |
| Атлетичарка     | Дисциплина     | Лични рекорд | Резултат      | Место         | Резултат              | Место                 | Резултат              | Место   | Детаљи |
| --------------- | -------------- | ------------ | ------------- | ------------- | --------------------- | --------------------- | --------------------- | ------- | ------ |
| Елерин Хас      | скок увис      | 1,94         | 1,76          | 13. у гр. А   |                       |                       | Није се квалификовала | 25 / 25 |        |
| Ксенија Балта   | скок удаљ      | 6,87 НР      | 6,63 кв, =ЛРС | 4. у гр. А    | 6,49                  | 6 / 25 (27)           |                       |         |        |
| Тахти Алвер     | троскок        | 14,05        | 13,76         | 9. у гр. B    | Нису се квалификовале | 22 / 27 (29)          |                       |         |        |
| Merilyn Uudmäe  | троскок        | 13,87        | 13,74         | 14. у гр. А   | Нису се квалификовале | 24 / 27 (29)          |                       |         |        |
| Катлин Толасон  | бацање диска   | 56,24        | 48,58         | 10. у гр. А   | Нису се квалификовале | 29 / 29               |                       |         |        |
| Ана Марија Орел | бацање кладива | 69,68 НР     | 67,22         | 10. у гр. Б   | Нису се квалификовале | 16 / 27               |                       |         |        |
| Лина Ласма      | бацање копља   | 63,65 НР     | Без пласмана  | Без пласмана  | Није се квалификовала | Није се квалификовала |                       |         |        |

#### Седмобој
| Дисциплина    | Грит Шадејко | Грит Шадејко | Грит Шадејко | Грит Шадејко | Грит Шадејко | Грит Шадејко |
| Дисциплина    | Лич. рек.    | Резултат     | Бод.         | Плас.        | Укупно       | Плас.        |
| ------------- | ------------ | ------------ | ------------ | ------------ | ------------ | ------------ |
| 100 м препоне | 13,28        | 13,37 ЛРС    | 1.069        | 5.           | 1.069        | 5.           |
| Скок увис     | 1,78         | 1,73         | 891          | 24.          | 1.960        | 12.          |
| Бацање кугле  | 13,89        | 12,50        | 694          | 21.          | 2.654        | 17.          |
| 200 м         | 24,10        | 24,61        | 923          | 11.          | 3.577        | 13.          |
| Скок удаљ     | 6,35         | 5,90         | 819          | 19.          | 4.396        | 14.          |
| Бацање копља  | 50,68        | 48,11 ЛРС    | 824          | 8.           | 5.220        | 11.          |
| 800 м         | 2:16,60      | 2:18,78      | 840          | 16.          | 6.060        | 12.          |
| Седмобој      | 6.221 НР     |              |              |              | 6.060        | 12 / 22 (29) |

| Дисциплина    | Мари Клауп | Мари Клауп | Мари Клауп | Мари Клауп | Мари Клауп | Мари Клауп |
| Дисциплина    | Лич. рек.  | Резултат   | Бод.       | Плас.      | Укупно     | Плас.      |
| ------------- | ---------- | ---------- | ---------- | ---------- | ---------- | ---------- |
| 100 м препоне | 13,84      | 14,00 ЛРС  | 978        | 19.        | 978        | 19.        |
| Скок увис     | 1,83       | 1,73       | 891        | 22.        | 1.869      | 19.        |
| Бацање кугле  | 13,40      | 11,49      | 627        | 28.        | 2.496      | 26.        |
| 200 м         | 25,54      | 26,43      | 760        | 27.        | 3.256      | 29.        |
| Скок удаљ     | 6,08       | БП         | 0          |            | 3.256      | 27.        |
| Бацање копља  | 53,56      | 42,96      | 724        | 16.        | 3.980      | 26.        |
| 800 м         | 2:18,35    | НС         |            |            |            |            |
| Седмобој      | 6.023      |            |            |            | НЗ         |            |